# Прапор Херсона
Пра́пор Херсо́на затверджений рішенням Херсонської міської ради.

## Опис
Прапор являє собою три сині смуги на білому тлі, середня смуга вдвоє ширша за крайні, що символізує розгалуження Дніпра на три рукави — Бакай, Рвач та Конка. Посередині прапора зображено герб міста.
Герб та прапор є новою символікою, яка цільно і гармонійно відображує історичні та сучасні особливості міста.